# Center at 600 Vine
El Center at 600 Vine es un rascacielos situado en el centro de la ciudad de Cincinnati, en el estado de Ohio (Estados Unidos). Tiene 30 pisos y mide 127,41 metros. Inaugurado en 1984 en estilo modernista, es el sexto más alto de la ciudad y el más alto al norte de Fountain Square. Fue diseñado por Gin Wong Associates y Hixson Associates, Inc. El Bell Block anteriormente se encontraba en este sitio.